# Agrothrips omani
Agrothrips omani är en insektsart som först beskrevs av J. C. Crawford 1947.  Agrothrips omani ingår i släktet Agrothrips och familjen rörtripsar. Inga underarter finns listade i Catalogue of Life.